# SMILE (L'Arc~en~Ciel)
SMILE è il nono album del gruppo L'Arc~en~Ciel, pubblicato il 31 marzo 2004.
Il brano Ready Steady Go è stato usato come secondo opening dell'anime Fullmetal Alchemist mentre il pezzo Spirit Dreams Inside è stato usato come ending del film Final Fantasy: The Spirit Within.

## Tracce
1. Kuchizuke
2. Ready Steady Go
3. Lover Boy
4. Feeling Fine
5. Time Goes On
6. Coming Closer
7. Eien
8. Revelation
9. Hitomi no Juunin
10. Spirit Dreams Inside